# Feleteu (rei dels rugis)
Feleteu (? - 487), també conegut com Feva, Feba, Foeba, Fevva, Fevvanus, Theuvanus, va ser rei dels rugis des del 475 fins al 487.

## Biografia
Feleteu era el fill de Flaciteu, rei dels rugis i fundador del Regne dels Rugis. El seu germà era Ferderuc. Feleteu estava casat amb la goda Gisa, qui era probablement cosina del rei ostrogot Teodoric el Gran. Després de la mort del seu pare al voltant del 475, Feleteu el va succeir com a rei dels rugis. El seu territori en aquest moment es trobava a la Baixa Àustria. El 476, Feleteu va ajudar a Odoacre i els seus hèruls a enderrocar a l'Emperador Romà Ròmul Augústul. Feleteu va ser un confident proper de Severí de Nòric. Després que Zeno, l'Emperador de l'Imperi Romà d'Orient, aconseguís provocar un conflicte entre els rugis i Odoacre, Feleteu va executar al seu nebot Frederic, qui feia costat a Odoacre. Posteriorment Odoacre va envair el Regne dels Rugis, derrotant-los completament en una batalla prop de l'actual Viena. Feleteu i la seva esposa van ser capturats i executats a Ravenna l'any 487. Els rugis supervivents es van agrupar en torn al seu fill Frideric i es van unir a Teodoric el Gran, qui va envair Itàlia derrotant i assassinant a Odoacre el 493.